# GPR35
GPR35, G protein-spregnuti receptor 35, je protein koji je kod čoveka kodiran GPR35 genom. Povišeno izražavanje GPR35 receptora je nađeno u imunskim i gastrointestinalnim tkivima.

## Ligandi
Jedna studija je pokazala da kinurenska kiselina deluje kao endogeni ligand ovog receptora. Za zaprinast,  inhibitor, je isto tako nađeno da je GPR35 agonist.

## Klinički značaj
Brisanje GPR35 gena može da izazove simptome mentalne retardacije. Ovaj gen je mutiran kod 2q37 monosomije i sindroma 2q37 delecije. Jedna studija je utvrdila da je GPR35 potencijalni onkogen raka želuca.

## Literatura
1. ↑  O'Dowd BF, Nguyen T, Marchese A, Cheng R, Lynch KR, Heng HH, Kolakowski LF, George SR (1998). „Discovery of three novel G-protein-coupled receptor genes”. Genomics. 47 (2): 310—3. PMID 9479505. doi:10.1006/geno.1998.5095.
2. ↑  Wang J, Simonavicius N, Wu X, Swaminath G, Reagan J, Tian H, Ling L (2006). „Kynurenic acid as a ligand for orphan G protein-coupled receptor GPR35”. J. Biol. Chem. 281 (31): 22021—8. PMID 16754668. doi:10.1074/jbc.M603503200.free fulltext Архивирано на веб-сајту  (17. фебруар 2009)
3. ↑  Taniguchi Y, Tonai-Kachi H, Shinjo K (2006). „Zaprinast, a well-known cyclic guanosine monophosphate-specific phosphodiesterase inhibitor, is an agonist for GPR35”. FEBS Lett. 580 (21): 5003—8. PMID 16934253. doi:10.1016/j.febslet.2006.08.015.
4. ↑  Shrimpton AE, Braddock BR, Thomson LL, Stein CK, Hoo JJ (2004). „Molecular delineation of deletions on 2q37.3 in three cases with an Albright hereditary osteodystrophy-like phenotype”. Clin. Genet. 66 (6): 537—44. PMID 15521982. doi:10.1111/j.1399-0004.2004.00363.x.
5. ↑  Okumura S, Baba H, Kumada T, Nanmoku K, Nakajima H, Nakane Y, Hioki K, Ikenaka K (2004). „Cloning of a G-protein-coupled receptor that shows an activity to transform NIH3T3 cells and is expressed in gastric cancer cells”. Cancer Sci. 95 (2): 131—5. PMID 14965362. doi:10.1111/j.1349-7006.2004.tb03193.x.